# آلان رامزي (شاعر)
كان آلان رامزي (15 أكتوبر عام 1686 - 7 يناير عام 1758) شاعرًا (أو ماكارًا) إسكتلنديًا وكاتبًا مسرحيًا وناشرًا وأمينًا مكتبيًا وأحد رواد مستهل عصر التنوير في إدنبرة. امتد تأثير رامزي إلى إنجلترا، منذرًا بردود الفعل التي أعقبت نشر كتاب «آثار بيرسي». كان على أواصر وثيقة مع أبرز أدباء إسكتلندا وإنجلترا. وتراسل مع كل من ويليام هاميلتون البانغوري وويليام سومرفيل وجون غاي وألكسندر بوب.
باشر كتابة الشعر كعضو في نادي إيزي، وأضحى شاعرًا شرفيًا في عام 1715. نشر رامزي أبياته محققًا مبيعات قياسية في عام 1718، وباع مجموعات شعرية على غرار «الثروة والخشب»، وهي عبارة عن هجاء شعري تناول شركة البحر الجنوبي. جمع ونشر قصائده في عام 1720، وأسس مكتبةً متنقلةً في عام 1726. حرر رامزي كتاب «متفرقات مائدة الشاي» وكتاب «الأخضر الأبدي»، ويعتبر من الكتاب والمحررين الرعويين الذين أحيوا الاهتمام بالأدب العامي.
يرى لي هانت أن آلان رامزي مثل قامة من قامات المساهمين في ردة الفعل الأدبية الطبيعية المبكرة خلال القرن الثامن عشر. أظهر عمله الذي حمل عنوان «الراعي الأنيس» تقديرًا للحياة الريفية، وتنبأ بموقف المدرسة الرومانسية من التقليد الكلاسيكي الحديث. يعتبر صلة الوصل الرابطة ما بين ظاهرة أدباء «الماكار» الأكبر خلال القرنين الخامس عشر والسادس عشر والكتاب الإسكتلنديين اللاحقين من أمثال روبرت فيرغسون وروبرت بيرنز.

## الحياة والمسيرة المهنية
ولد آلان رامزي في قرية ليدزهيلز الواقعة بمقاطعة لانركشاير. كان والده يدعى جون رامزي، وهو المشرف عن مناجم الرصاص التابعة للورد هوبتون، في حين كانت زوجته تدعى أليس باور والتي تنحدر من مقاطعة ديربيشاير.
يرجح أن كلًا من آلان رامزي وشقيقه الأكبر روبرت التحق بالمدرسة الأبرشية في قرية كراوفوردجون. تدرب آلان على يد أحد صانعي الشعر المستعار في مدينة إدنبرة في عام 1701، واستعاد عقده التدريبي بحلول عام 1709. تزوج كريستيان روس في عام 1712. أسس نفسه كصانع شعر مستعار (وليس كحلاق كما أشيع عنه) في الشارع الرئيسي في غضون سنوات قليلة، وسرعان ما غدا في وضع رغيد. أنجب الاثنان ستة أطفال، وكان ابنهم البكر المدعو آلان رامزي رسام بورتريه.
كانت أولى محاولات رامزي في تأليف الشعر مستوحاة من اجتماعات نادي إيزي (المتأسس عام 1712)، والذي كان من أعضائه الأصليين. أضحى شاعرًا شرفيًا للنادي في عام 1715. اتخذ اسم إسحاق بيكرستاف ضمن الجمعية التي شملت أعضاء النادي. واعتمد اسم غاوين دوغلاس في وقت لاحق والذي اختاره تكريمًا لذكرى جده من طرف أمه (دوغلاس) المنحدر من قرية موثيل (بيرثشاير)، ولتعليل تباهيه بكونه أحد «الشعراء الذين نشأوا من خاصرة عشيرة دوغلاس». يحمل اختيار الاسمين بعض الأهمية عند النظر إلى حياته الأدبية اللاحقة كمساعد لشعراء الملكة آن وكجامع لأشعار لوولاند الإسكتلندية القديمة.
ذاع صيته كأحد كتاب قصائد المناسبات التي نشرها في نشرات كبيرة بحلول عام 1718. اشتغل في بيع الكتب (قبل عام من ذلك) ضمن المساحة التي ظل يعمل فيها كصانع للشعر المستعار. نشر طبعة أولية من «كنيسة المسيح على العشب الأخضر» المأخوذة من مخطوطة باناتاين في عام 1716، وذلك بعدما أضفى عليها بعض الإضافات الخاصة به. أعاد نشر القصيدة بعد إضافة المزيد من الأبيات المكملة في عام 1718. بادر إلى طباعة مجموعة من الأغاني الإسكتلندية في العام التالي. ونشر «الثروة والخشب» في عام 1720، وهو هجاء شعري تناول شركة البحر الجنوبي التي وصف ثرواتها بالرمال المتحركة. دفعه نجاح هذه المشاريع إلى جمع قصائده في عام 1720، ونشرها في مجلد في عام 1721.